# Sichuannötväcka
Sichuannötväcka (Sitta przewalskii) är en tätting i familjen nötväckor som enbart förekommer i Kina. Fram tills nyligen behandlades den som en del av vitkindad nötväcka.

## Kännetecken

### Utseende
Sichuannötväckan är en liten till medelstor (12,5 cm) nötväcka med djupt kanelbrun undersida. Hjässan och nacken är glansigt svart medan resten av ovansidan är blågrå. Till skillnad från de flesta andra nötväckearter saknar den en svart ansiktsmask, vilket gör att ögat sticker ut på den ljusa kinden. Den är mycket lik vitkindad nötväcka, men har mycket kortare och tunnare näbb samt istället för gråvit undersida mer beigefärgade kinder och strupe som gradvis övergår i kanelbrunt på bröst och buk. 

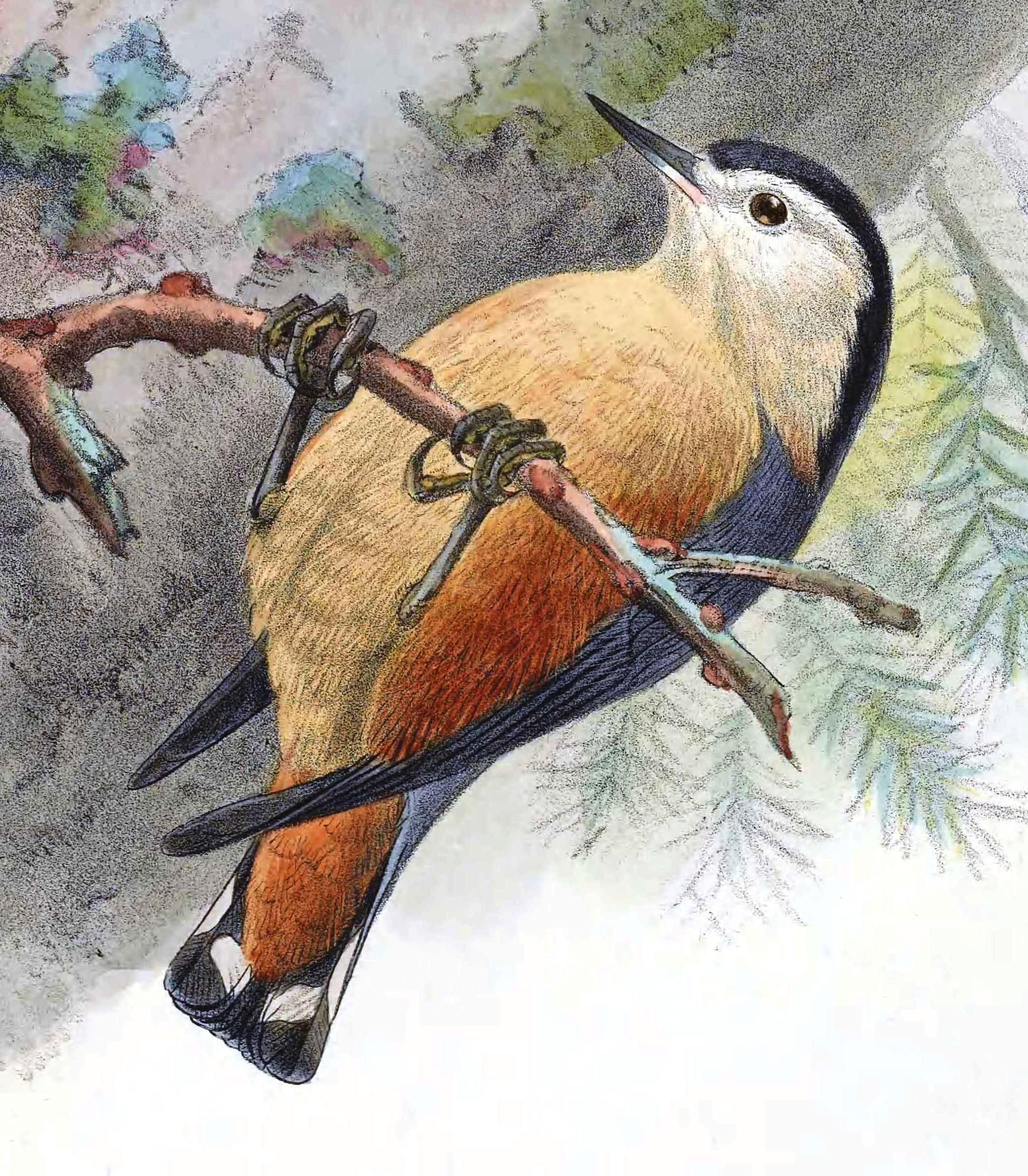

### Läten
Lätena skiljer sig tydligt från vitkindad nötväcka, där sången istället för att vara nasal består av visslingar som stiger i tonhöjd, upplandat med kortare toner. Bland lätena hörs dämpade "chip", högljudda visslande "dweep", nasala "que" och tunnare , avstannande "pee-pee-pee-pee".

## Utbredning och systematik
Sichuannötväckan förekommer i västra Kina från Qinghai till södra Sichuan, sydvästra Gansu, nordöstra Tibet och Yunnan. Den behandlas som monotypisk, det vill säga att den inte delas in i några underarter.

### Släktskap
Tidigare behandlades fågeln som underart till vitkindad nötväcka (Sitta leucopsis) och vissa gör det fortfarande. Den har tillsammans med vitkindad nötväcka antagits vara nära släkt med nordamerikanska arten vitbröstad nötväcka som även den saknar den svarta ögonmasken. DNA-studier visar dock att de inte är nära släkt, där sichuannötväckan istället är systerart till alla andra nötväckor.

## Levnadssätt
Sichuannötväckan hittas i bergstrakter i skog med både ädelgran och gran, men också mer parkartat skogslandskap. Ingen information finns om dess föda och enda kunskapen om dess häckningsbiologi är en observation av en individ vid bo 2 juli. Arten är stannfågel men kan möjligen röra sig till lägre liggande områden vintertid.

## Status och hot
Arten har ett stort utbredningsområde, men tros minska i antal, dock inte tillräckligt kraftigt för att den ska betraktas som hotad. Internationella naturvårdsunionen IUCN listar arten som livskraftig (LC).  Världspopulationen har inte uppskattats.

## Namn
Fågelns vetenskapliga artnamn hedrar Nikolaj Przjevalskij (1839-1888), general i ryska armén samt upptäckresande och naturforskare i Centralasien. Fram tills nyligen kallades den även przjevalskijnötväcka på svenska, men justerades 2022 till ett enklare och mer informativt namn av BirdLife Sveriges taxonomikommitté.